# Poliopastea obscura
Poliopastea obscura är en fjärilsart som beskrevs av Hans Daniel Johan Wallengren 1860. Poliopastea obscura ingår i släktet Poliopastea och familjen björnspinnare. Inga underarter finns listade i Catalogue of Life.